# Cascada de Dindéfelo
La cascada de Dindéfelo (en francés: Cascade de Dindéfelo o Dindéfello) es una caída de agua de la Reserva Natural Comunitaria de Dindéfelo. Tiene 115 metros de altura, la de mayor desnivel del Senegal. Está en el sureste del país, muy próxima a la frontera con Guinea, próxima al pueblo de Dindéfelo. La cascada es un importante atractivo turístico.